# Yasuhiro Ishimoto
Yasuhiro Ishimoto (石元泰博, Ishimoto Yasuhiro ou encore Ishimoto Taihaku) né le 14 juin 1921 et mort le 6 février 2012 à l'âge de 90 ans, est un photographe américano-japonais.

## Jeunesse
Yasuhiro Ishimoto est né le 14 juin 1921 à San Francisco, Californie, où ses parents étaient agriculteurs. En 1924, sa famille quitte les États-Unis et retourne dans sa patrie d'origine, au Japon, à Tosa, dans la région de Kōchi. Après avoir obtenu un diplôme d'agronomie au lycée de Kōchi, il retourne aux États-Unis en 1939 pour étudier l'architecture, pendant deux ans, à l'Université Northwestern de Chicago. Bien qu'il n'ait pas achevé son cycle de formation, l'architecture occupera une grande place dans son œuvre.
De 1942 à 1944, il fut interné, avec d'autres Américains d'origine japonaise, dans le camp d'Amache (aussi connu sous le nom de « Granada Relocation Center ») dans le Colorado.

## Carrière
De retour à Chicago, en 1946, Ishimoto rejoint le Photo Dearborn, un club de photographes amateurs. Il entre au département de photographie de l'Institut de design de Chicago en 1948 (devenu ultérieurement l'institut de design de l'institut de technologie de l'Illinois) et étudia avec Harry M. Callahan et Aaron Siskind. Il sort diplômé en 1952. Pendant cette période, il remporte de nombreux prix dont le Moholy-Nagy Prize, qu'il gagna deux fois.
Il retourne vivre au Japon en 1953 et la même année le MoMa de New York lui passe une commande : il photographie en noir et blanc la Villa impériale de Katsura (Katsura rikyū) à Kyoto. Plus tard, ses travaux sont publiés dans un livre, Katsura: Tradition and Creation in Japanese Architecture (parfois abrégé en Katsura) en 1960. L'ouvrage inclut des textes de Walter Gropius et Tange Kenzō.
Le travail d'Ishimoto a été retenu par Edward Steichen pour figurer dans l'exposition au MoMa de 1955 intitulée Family of Man et Steichen a également retenu son travail pour une exposition de trois artistes en 1961.
De 1958 à 1961, Ishimoto vit et travaille à Chicago grâce à une bourse de Minolta. Les photographies de cette période, souvent des scènes de rues, furent publiées ensuite en 1969 dans Chicago, Chicago. Après être retourné au Japon en 1961, Ishimoto se fit naturaliser citoyen japonais en 1969. Pendant les années soixante, il enseigne la photographie à la Kuwasawa Design School, au Tokyo College of Photography et, de 1966 à 1971, à la Tokyo Zokei University (en).
Ishimoto a beaucoup voyagé et photographié, visitant le sud-ouest asiatique en 1966, l'Amérique du Sud, l'Afrique du Nord et l'Australie pendant trois mois en 1975. Les années suivantes, il voyage en Iran, en Irak et en Turquie. En 1977, il visite à nouveau la Turquie et voyage aussi en Espagne et en Inde. Il visite la Chine en 1978.
Avec les photos du temple Tō-ji (Kyōō Gokokuji) à Kyoto, Ishimoto expose en 1977 (Den Shingonin Ryōkai Mandala (The Mandalas of the Two Worlds).
De 1973 à 1993, Ishimoto réalise des photographies abstraites en couleur qui feront la couverture du magazine japonais Approach. En 1980, au MoMa, il prend des photographies grand format des Nymphéas de Claude Monet.
Ishimoto retourne à Katsura en 1982 et prend une autre série de photos, cette fois le plus souvent en couleur, en utilisant autant que possible le même lieu et le même angle de vue qu'en 1953. Ce travail a été publié dans Katsura Villa: Space and Form.
Ses travaux les plus récents traitent du caractère transitoire de l'existence comme on le voit dans ses photographies de nuages, d'empreintes de pas dans la neige et de feuilles tombées au sol. Ce thème est aussi évident dans ses photographies de Ise Shrine (Ise Jingū), qu'il a eu l'autorisation de photographier en 1993. Cet ancien tombeau Shinto est abattu et reconstruit tous les 20 ans.

## Expositions et récompenses
Ishimoto a participé à de nombreuses expositions dont notamment New Japanese Photography au MoMA en 1974, des expositions en solo en 1960 et 1999 à l'Art Institute of Chicago, la rétrospective en 1989-1990 au Seibu Museum of Art à Tokyo, et une exposition au musée d'art moderne de Tokyo, en 1996. Une importante exposition prend place à l'espace Le Bal à Paris en 2024,,. 
Ishimoto a reçu de nombreuses distinctions dont celle de Young Photographer's Contest, Life magazine (1950) ; celle de photographe de l'année de la Japan Photo Critics Association (1957) ; le Mainichi Art Award (1970) ; le prix annuel (1978, 1990) et le prix exceptionnel (1991) de la Photographic Society of Japan ; et les médailles d'honneur du gouvernement (1983, 1993). En 1996, le gouvernement japonais nomme Ishimoto Man of Cultural Distinction, un honneur qui inclut une pension à vie. En 2004, Ishimoto a fait don de ses archives de 7 000 images, évaluées à 1,4 milliard de yen au Kochi Museum of Art.
En anglais, Yasuhiro Ishimoto signe son nom « Yas Ishimoto ».

## Livres

### Livres consacrés au travail de Ishimoto
- Someday somewhere [Aru hi aru tokoro] (1958). Tuttle, 1959.
- Katsura: Nihon kenchiku ni okeru dentō to sōzō (『桂 日本建築における伝統と創造』) / Katsura: Tradition and Creation in Japanese Architecture. Zōkeisha and Yale University Press, 1960. Second edition (without English text): Tokyo: Chūōkōronsha, 1971. English-language edition: New Haven: Yale University Press, 1972.  (ISBN 978-0-300-01599-7)
- Chicago, Chicago. Tokyo: Bijutsu Shuppansha, 1969. Second edition Tokyo: Japan Publications, 1983.  (ISBN 978-0-87040-553-2)
- Metropolis [Toshi] (1971)
- The Document of Human Revolution (1973)
- Nōmen (『能面』, "Noh masks"). Tokyo: Heibonsha, 1974.
- Den Shingonin Ryōkai Mandara (『伝真言院両界曼荼羅』) / The Mandalas of the Two Worlds. Tokyo: Heibonsha, 1977. Édition de luxe en tirage limité à 500 exemplaires sous emboitage.
- Eros und Cosmos in Mandala: The Mandalas of the two worlds at the Kyoo Gokoku-ji. Seibu Museum of Art.
- Kunisaki kikō (『国東紀行』, "Kunisaki travelogue"). Nihon no Bi. Tokyo: Shūeisha, 1978. Une collection de photographies couleur grand-format de la péninsule de Kunisaki sur Kyūshū.
- Karesansui no niwa (『枯山水の庭』, "Dry gardens"). Tokyo: Kōdansha, 1980.
- Yamataikoku gensō (『邪馬台国幻想』). Nihon no Kokoro. Tokyo: Shūeisha, 1980.
- Katsura rikyū: Kūkan to katachi (『桂離宮 空間と形』). Tokyo: Iwanami, 1983. Traduction en anglais : Katsura Villa: Space and Form. New York: Rizzoli, 1987.
- Chicago, Chicago, Part 2 [Chicago, Chicago sono 2]. Tokyo: Canon Club, 1983.
- Flowers [Hana] (1988). English edition: San Francisco: Chronicle, 1989.  (ISBN 978-0-87701-668-7).
- The Photography of Yasuhiro Ishimoto: 1948-1989. Tokyo: Seibu Museum of Art, 1989.
- Arata Isozaki Works 30: Architectural Models, Prints, Drawings. Ginkgo, 1992.  (ISBN 978-4-89737-139-9)
- Ise Jingū (『伊勢神宮』, "Ise shrine"). Tokyo: Iwanami, 1995.  (ISBN 978-4-00-008061-3)
- Ishimoto Yasuhiro (『石元泰博』). Nihon no Shashinka. Tokyo: Iwanami, 1997.  (ISBN 978-4-00-008366-9). Une étude synthétique sur le travail monochrome de Ishimoto's work; textes en japonais seulement.
- Yasuhiro Ishimoto - A Tale of Two Cities. Chicago: Art Institute of Chicago, 1999.  (ISBN 978-0-86559-170-7)
- Toki (『刻』) / Moment. Tokyo: Heibonsha, 2004.  (ISBN 978-4-00-008366-9) Une étude sur le travail monochrome de Ishimoto's work; textes en japonais et en anglais.
- Shibuya, Shibuya (『シブヤ、シブヤ』). Tokyo: Heibonsha, 2007.  (ISBN 978-4-582-27764-7). Images monochrome, le plus souvent des passants photographiés de dos en train d'attendre que le feu passe au feu à des croisements. Sans légende; un texte minimum figure en japonais et en anglais.

### Autres travaux
- John Szarkowski et Shōji Yamagishi. New Japanese Photography. New York : Moma, 1974.  (ISBN 978-0-87070-503-8) (relié),  (ISBN 978-0-87070-503-8) (cartonné) Quatre photographies (1953–4) de Katsura (1960).